# Zenson di Piave
Zenson di Piave ist eine nordostitalienische Gemeinde (comune) mit 1732 Einwohnern (Stand 31. Dezember 2023) in der Provinz Treviso in Venetien. Die Gemeinde liegt etwa 19 Kilometer östlich von Treviso am Piave und grenzt unmittelbar an die Metropolitanstadt Venedig.